# Chiyaan Vikram
Chiyaan Vikram (Paramakudi, 17 aprile 1966) è un attore indiano di lingua tamil.

## Biografia
Dopo molti anni di gavetta è diventato uno degli attori più popolari in tutta l'India del sud.
Benché abbia recitato anche in film in lingua malayalam e telugu, sono stati i film tamil a segnalarlo alla critica e a fargli ottenere un grande successo di pubblico. Oggi è uno dei maggiori rappresentanti dell'industria cinematografica tamil (anche conosciuta come Kollywood).
Il film che ha dato impulso alla sua carriera è Sethu che tratta temi abbastanza inusuali (anche se non del tutto inediti) per la cinematografia indiana, quali la violenza e la malattia mentale.
Sono seguiti film maggiormente commerciali, comunque di buon livello, alternati a ruoli più impegnativi (Kasi, Pithamagan, Anniyan).
Col film Pithamagan ha vinto il prestigioso premio National Award, conferito dal presidente della repubblica indiana; recentemente è stato insignito del Kalaimamani Award che il governo del Tamil Nadu attribuisce a quanti si siano distinti in campo artistico e non solo.
Uno degli ultimi film, Anniyan, ha ottenuto successo e incassi molto alti in tutti gli stati dell'India meridionale, facendone un caso alquanto atipico nella storia del cinema tamil.

## Filmografia parziale
- Kadhal Kanmani, regia di T.J.Joy (1990)
- Thanthuvitten Ennai, regia di Sridhar (1991)
- Kaval Geetam, regia di S.P. Muthuraman (1992)
- Meera, regia di P.C.Sriram (1992)
- Pudhiya Mannargal, regia di Vikraman (1994)
- Ullasam, regia di J.D.Jerry (1997)
- Kangalin Vaarthaigal, regia di Muktha S.Sundar (1998)
- House Full, regia di Parthiban (1999)
- Sethu, regia di Bala (1999)
- Kanden Seethayai, regia di Kranthi Kumar (2000)
- Vinnukkum Mannukkum, regia di Rajkumaran (2001)
- Dhil, regia di Dharani (2001)
- Kasi, regia di Vinayagan (2001)
- Gemini, regia di Charan (2002)
- King, regia di Salaman (2002)
- Samurai, regia di Balaji Shaktivel (2002)
- Dhool, regia di Dharani (2003)
- Kadhal Sadugudu, regia di Durai (2003)
- Pithamaghan, regia di Bala (2003)
- Saamy, regia di Hari (2003)
- Arul, regia di Hari (2004)
- Anniyan , regia di Shankar (2005)
- Majaa, regia di Shafi (2005)
- Bheema, regia di Lingusamy (2006)
- I, regia di S. Shankar (2015)
- Iru Mugan, regia di Anand Shankar (2016)
- Sketch, regia di Vijayachander (2018)
- Saamy Square, regia di Hari (2018)

## Premi e riconoscimenti
- 2000, Cinema Express Special Jury Award, Sethu
- 2000, Filmfare Special Jury Award, Sethu
- 2000, Tamil Nadu State Government Award special jury award, Sethu
- 2002, Cinema Express Best actor, Kasi
- 2002, Filmfare Award Best actor, Kasi
- 2002, IFFTA Best actor, Gemini
- 2002, Medimix Dinakaran Award Best actor, Kasi
- 2003, Cinema Rasigan Award Best actor, Dhool
- 2003, Filmfare Award Best Actor, Pithamagan
- 2003, Medimix Dinakaran Award Best Actor, Pithamagan
- 2003, National Award Best Actor, Pithamagan
- 2004, Sigram 2000 (India Today) Best new generation actor
- 2005, Maa TV Award best actor.
- 2005, Madras Telugu Academy Award, special honor
- 2005, Star Vijay TV Award Best actor, Anniyan
- 2005, The Classic Film Society Award - Singapore Star of India
- 2006, Tamil Nadu State Award Best Actor, Pithamagan
- 2006, Kalaimamani Award 2004